# Aaron Thier
Aaron Thier (* 7. Oktober 1981 in Güssing) ist ein österreichischer Schlagzeuger.

## Musikalischer Werdegang
Aaron Thier begann im Alter von 3 Jahren Schlagzeug zu spielen.
1998, im Alter von 16 Jahren, begann er ein Studium im Fach Jazz-Schlagzeug an der Universität für Musik und darstellende Kunst in Graz, wo er als jüngster Student aufgenommen wurde. Im gleichen Jahr wurde er Studio-Drummer beim ehemaligen Falco-Produzenten Robert Ponger.
Ab 2015 war Aaron Thier Schlagzeuger der Ersten Allgemeinen Verunsicherung (EAV), mit der er bis 2019 auf Tourneen durch Deutschland, Österreich und die Schweiz ging.
Neben seiner Arbeit mit der EAV war Thier auch in zahlreichen anderen Musikprojekten aktiv, darunter Studioarbeiten mit Künstlern wie Ewald Pfleger (OPUS), Gerd Steinbäcker (STS) und Gary Howard (Flying Pickets). Er trat außerdem regelmäßig als Solokünstler bei internationalen Drumfestivals und Workshops auf, unter anderem bei den Dresdner Drum Festivals und dem Super Drumming Festival.
Seit 2004 wurden sein musikalisches Wirken und Interviews in Fachzeitschriften wie Drums & Percussion, Sticks, DrumHeads, Modern Drummer  veröffentlicht.
Seit 2009 ist Thier in der Liste der Top 500 der einflussreichsten Drummer auf der Website drummerworld.com vertreten. Im Jahr 2022 erweiterte er seine Tätigkeit als Produzent und arbeitete u. a. am Debütalbum „Glashaus“ der Musikerin AnJosef, die sich bei The Voice of Germany einen Namen gemacht hatte.
2023 wurde Aaron Thier von DW Drums nach Kalifornien zum Drumchannel eingeladen und nahm dort Performance Videos und Interviews auf.

## Liveprojekte
- 1997: als 15-jähriger fixes Bandmitglied bei der burgenländischen Band KIXX (später KIXX Symphonics).
- 2001: Gewinner des Bandwettbewerbs „America is waiting“ mit der Band Mesiac
- 2003: Chris der Berg und die Unverbrauchten Frank Zappa Project
- 2004: Tribute to Falco, Performance am Life Ball mit Drumatical Theatre
- 2005: Tour mit der australischen Sängerin Tamee Harrison
- 2006: Ensemblemitglied bei Studio Percussion Tournee mit dem Trommeltheater Wumm![6]
- Gründung des Jazz/Fusion Trios TaucherWendtThier Trio
- Bandmitglied bei der Band Blockwerk
- 2008: Taye Studio Maple Workshop Tournee
- 2010: Taye Studio Birch Workshop Tournee
- 2011: Bandmitglied bei der Band PowerPipes und Progressive Rock/Metal Musical Circle of Illusion
- 2013: Bandmitglied bei der Band bei deutschen 80er Jahre Rockband TOKYO
- 2015: Bandmitglied bei der Band Erste Allgemeine Verunsicherung
- 2016: The Gerald Peter Project
- 2018: Jazz/Fusion Quartetts CARA Quartett
- 2021: Bandmitglied und Produzent von AnJosef
- 2022: Gründung Jazz & Fusion Trio GVT Trio

## Drumfestivals
Thier trat bei zahlreichen renommierten Drumfestivals auf, darunter:
- Hannover PPC Drumnight
- Ludwigsburger Trommeltage
- Dresdner Drum Festival
- Super Drumming Festival

## Endorsements & Equipment
- Anatolian Cymbals (2005)
- TAYE Drums (2006)
- REMO Heads (2007 bis heute)
- Vater Drumsticks[7] (2007 bis heute)
- DW Drums[8] (2011 bis heute)
- PAISTE Cymbals[9] (2014 bis heute)